# Teso (volk)
De Teso vormen een etnische groep in het oosten van Oeganda en het westen van Kenia. Ze behoren tot de Nilotische volkeren. In hun eigen taal noemen ze zich de Iteso. Hun taal heet Ateso.

## Verspreiding
In Oeganda wonen de Teso voornamelijk in het voormalige district dat ook Teso heette. In totaal wonen er ongeveer 3,2 miljoen Teso in Oeganda (9,6% van de bevolking). Tot 1959 waren zij de op een na grootste etnische groep in dit land, tegenwoordig staan ze op de vijfde plaats.
In Kenia wonen ongeveer 279.000 Teso, voornamelijk in het district Busia.

## Geschiedenis
Volgens de eigen vertellingen komen de Teso oorspronkelijk uit een gebied in het huidige Ethiopië. Van daaruit trokken ze in de richting van het zuidwesten. Zij maakten deel uit van een grotere groep van Nilotische volkeren die in verschillende golven uit dit gebied migreerden. Binnen deze groep behoren de Teso tot de Ateker-tak. Zij kwamen terecht in het noordoosten van het huidige Oeganda.
In het midden van de 18e eeuw begonnen zij verder naar het zuiden te trekken. Hierbij kwamen ze in conflict met andere etnische groepen. In 1902 werd een deel van Oost-Oeganda bij Kenia gevoegd, waardoor deze splitsing versterkt werd. Hierdoor ontstonden de Noordelijke Teso en de Zuidelijke Teso. De Noordelijke Teso wonen in het voormalige district Teso in Oeganda, de Zuidelijke Teso in de districten Busia en Tororo in Oeganda, en Busia in Kenia.